# المغتبرة (المكلا)

تعديل مصدري - تعديل

المغتبرة هي إحدى قرى عزلة المكلا بمديرية المكلا التابعة لمحافظة حضرموت، بلغ تعداد سكانها 133 نسمة حسب تعداد اليمن لعام 2004.